# Pákay János
Pákay János (Nagyszombat, 1643. július 25. – Kolozsvár, 1706. január 20.) bölcseleti doktor, Jézus-társasági áldozópap és tanár.

## Élete
1659. október 8-án lépett a rendbe; előbb a grammatikát és humaniorákat tanította; 1660-ban teológus volt Nagyszombatban, ugyanott teológiai, 1677-ben pedig Kassán bölcseleti tanár volt és 1696-tól a növendékpapok kormányzója.

## Munkái
- Amoris ac doloris duellum pro Magno Indiarum Apostolo S. Francisco Xaverio. Cassoviae, 1675
- Zodiacvs Hercvleo-Atlantis Pannoniae Sive Selectiores Duodecim Joannis Corvini Heroici Labores. Reverendis, Generosis, Nobilibus, Eruditis, D. D. Pro Prima Sapientiae laurea Candidatis, Per... In Alma Episcopali Universitate Cassoviensi Solenni ritu Condecoratis... 1677. Leutschoviae